# Катарийна-Кяйк
Катари́йна-Кяйк, также Катари́на кяйк, Катари́йна кяйк и прохо́д Катари́йна (эст. Katariina käik — Екатерининский проход) — короткая (145 метров) улица Таллина, в историческом районе Старый город. Идёт от улицы Вене через арочный проход у д. 12 и, следуя вдоль южной стены бывшего доминиканского монастыря Святой Катарины, выходит через арочный проход на улицу Мюйривахе у д. 33. По сути это двор дома № 12.

## История
Улица получила своё название в 1996 году. 

## Достопримечательности
На сохранившейся стене бывшей церкви Святой Екатерины, выходящей в переулок, укреплены каменные плиты бывших захоронений, среди них — старейшее изображение женщины в камнерезном искусстве Таллина — плита похороненной в 1381 году вдовы бургомистра Шотельмунда — Кунигунды.

## Улица в кинематографе
На улице снят ряд сцен фильма «Легенда о Тиле» (1976). Также улицу можно увидеть в фильмах «Последняя реликвия» (1969), «Приключения жёлтого чемоданчика» (1970), здесь произошла завязка фильма «Человек в проходном дворе» (1971).

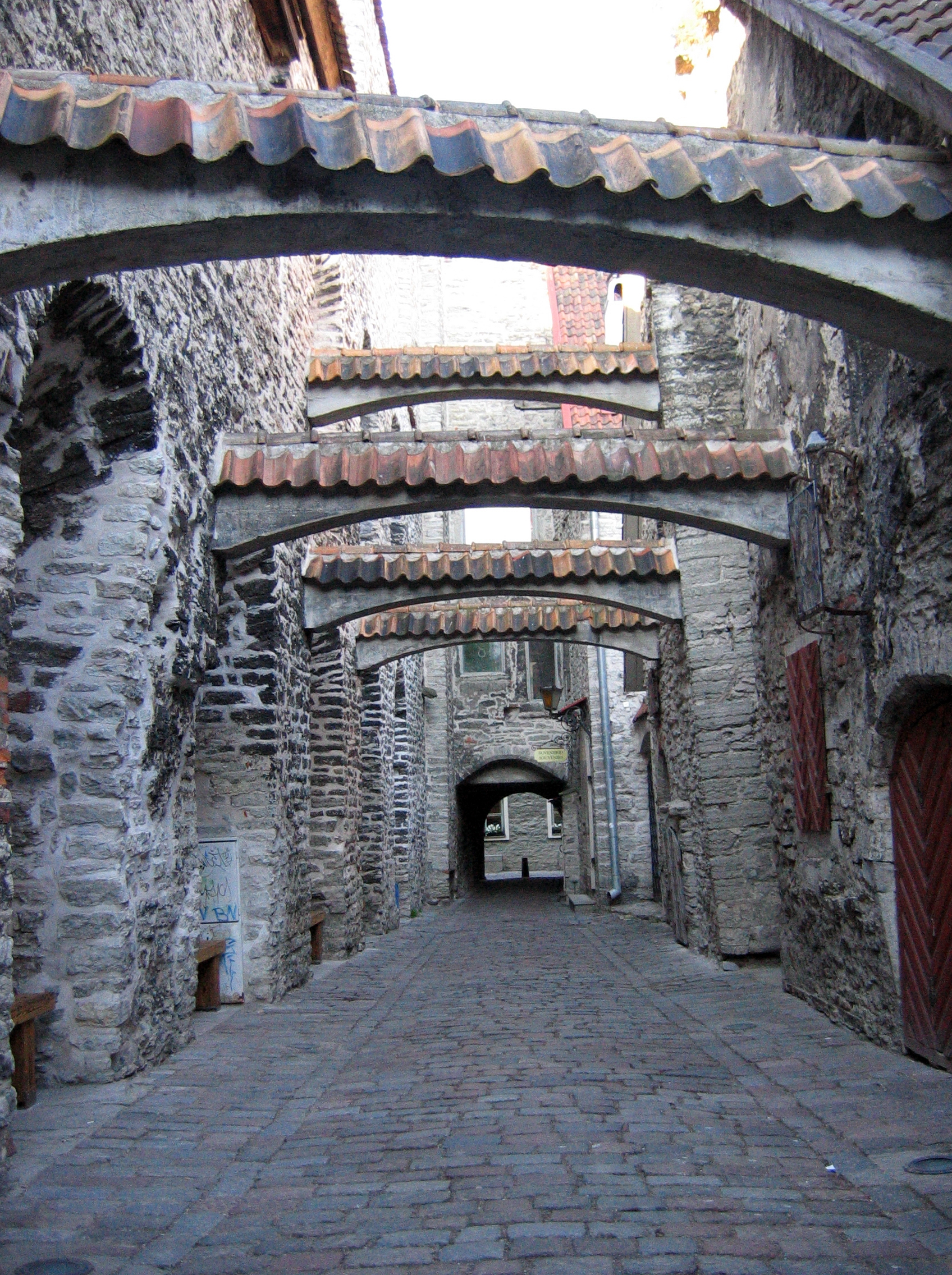
Участок — визитная карточка улицы
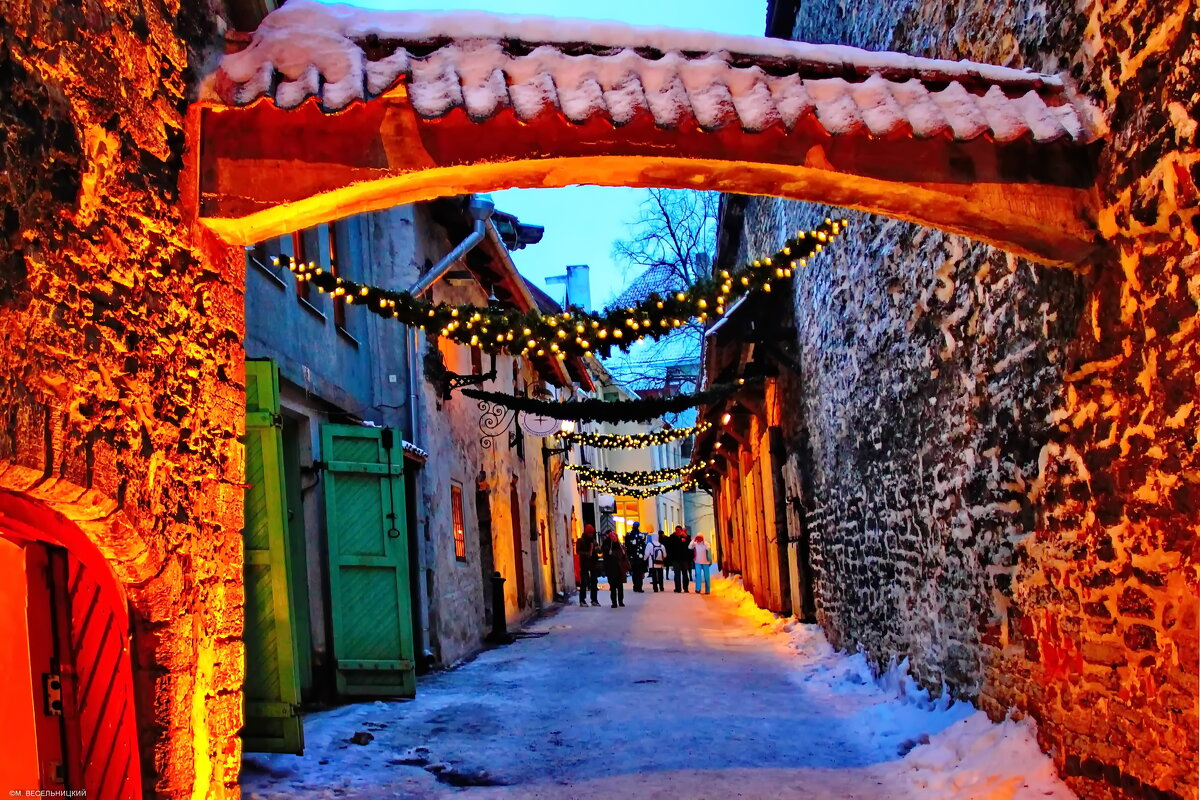
Предновогодний Катарийна-Кяйк
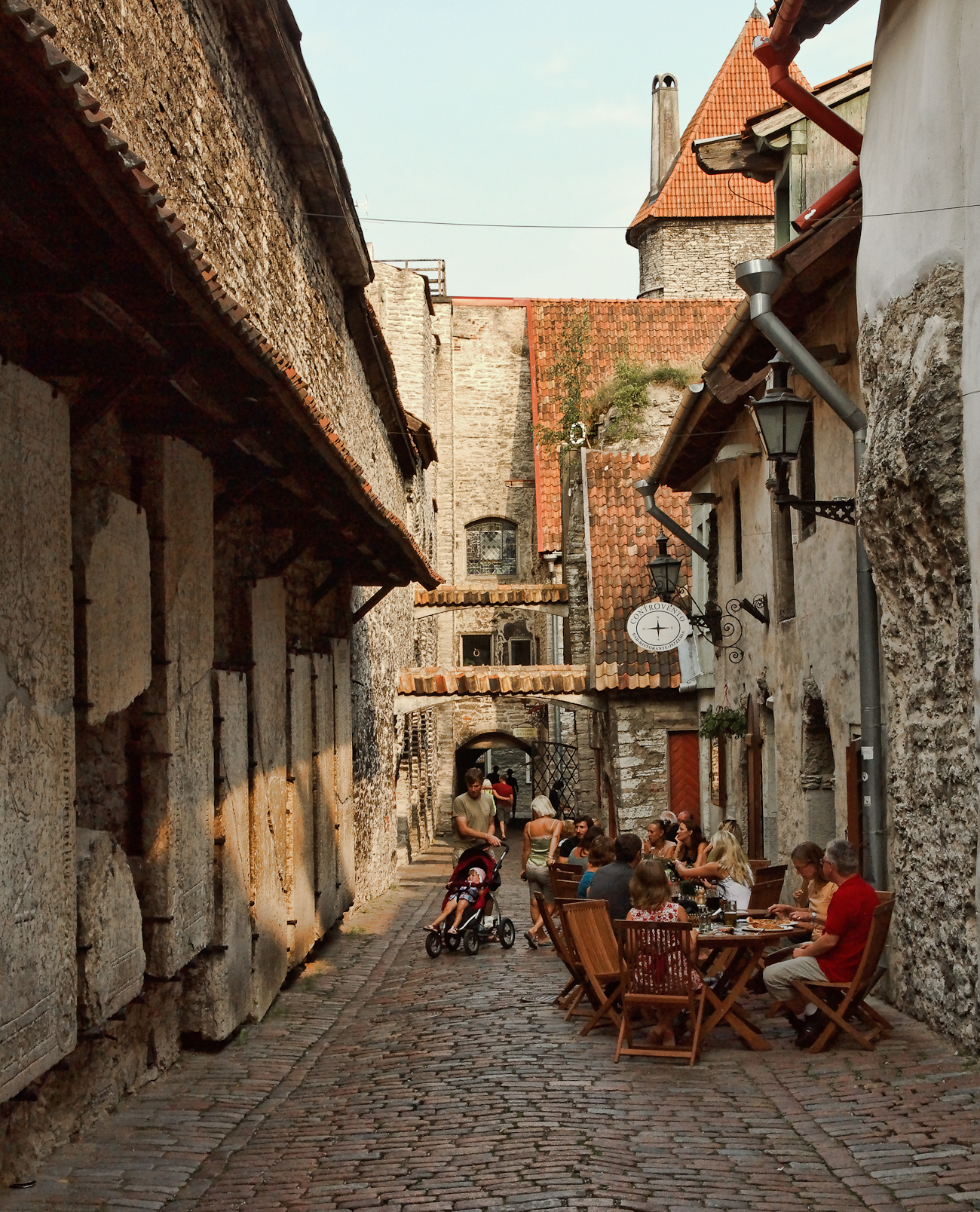
Летний Катарийна-Кяйк
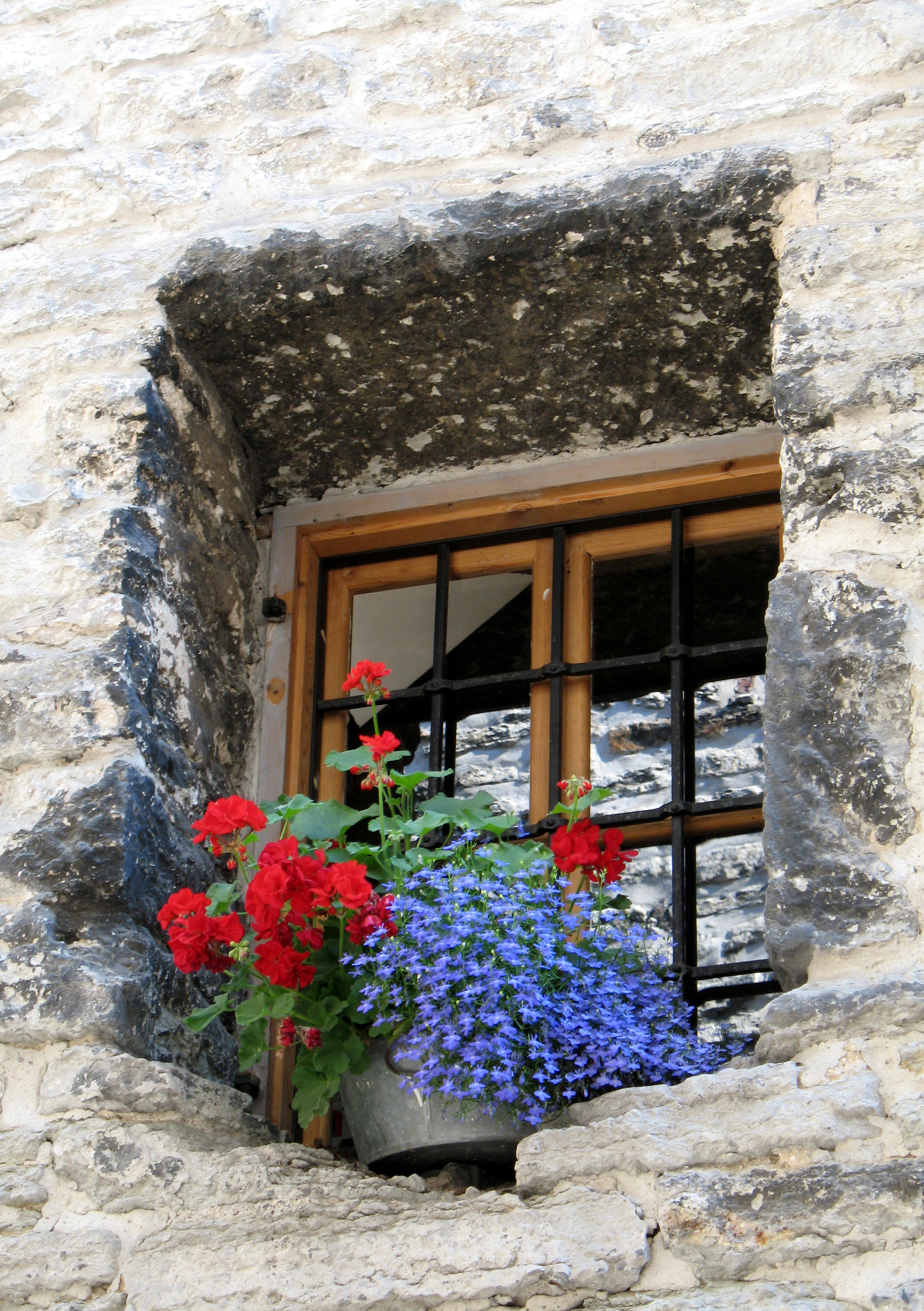
Окно в доме на Катарийна-Кяйк
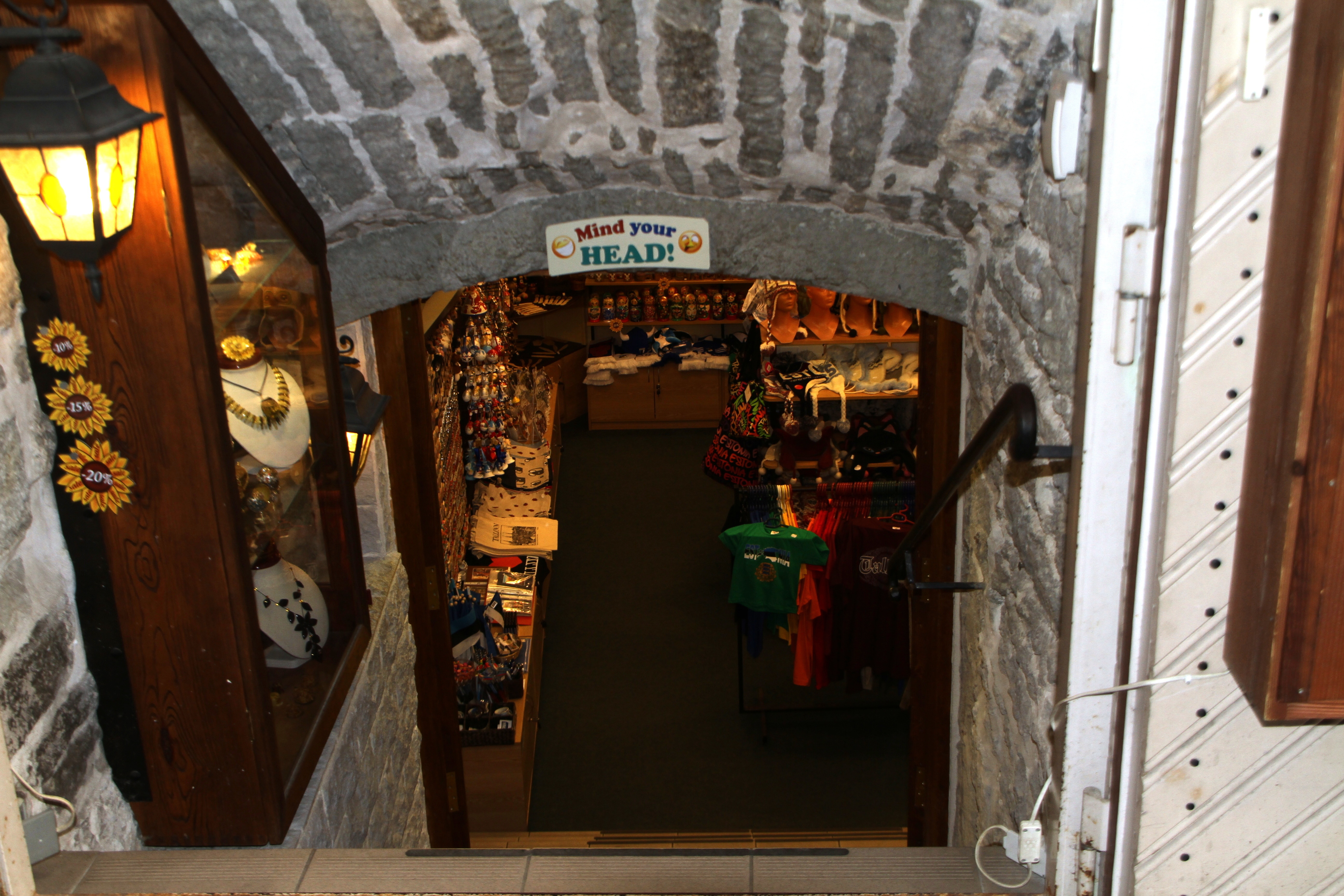
Сувенирный магазин на Катарийна-Кяйк